# Museumsverbund Pankow
Der Museumsverbund Pankow war vom 1. Januar 2001 bis zum Jahr 2011 das organisatorische Dach der kommunalen Museumseinrichtungen des Berliner Bezirks Pankow. Er umfasste das Prenzlauer Berg Museum, das Panke Museum, die Chronik Pankow und das Stadtgeschichtlichen Museum Weißensee.
Mit der Zusammenlegung dieser Bestandteile zum Museum Pankow im Jahre 2011 entsprach der Begriff „Museumsverbund Pankow“ nicht mehr der Realität und wurde nicht mehr verwendet. Die bezirkliche Geschichtsarbeit konzentriert sich seitdem auf den Hauptstandort in der Prenzlauer Allee (vormals Prenzlauer Berg Museum) sowie auf Ausstellungsräume in der Heynstraße (ehemals Panke Museum), ergänzt durch temporäre Ausstellungsprojekte im Stadtraum.